# Референдуми у Південній Осетії
Незаконні референдуми з точки зору міжнародного права в самопроголошеній Південній Осетії проводилися в 1992, 2000, 2006 і 2011 роках.
- У 1992 році проведений референдум про перетворення Південно-Осетинської автономної області в незалежну Республіку Південна Осетія або приєднання до російської території Північна Осетія.
- У 2000 році проведений референдум про прийняття нової конституції невизнаної республіки. Конституція прийнята[1].
- У 2006 проведений незаконний референдум про незалежність Південної Осетії. Результати цинічно були сфальсифіковані Росією, «більшість» підтвердила згоду з курсом на незалежність РПО[1].
- У 2011 році за активного сприяння Росії і втручання нею у справи цієї території Грузії проведено референдум про надання російській мові (доти — офіційній) статусу державної (поряд з осетинською, яка і до референдуму була державною).